# Школа Сезара Франка
Школа Сезара Франка (фр. École César-Franck) — французское музыкальное учебное заведение, действовавшее в Париже в 1935—1977 годах.
Образовалась в результате раскола основанной в 1894 году Schola Cantorum. Согласно завещанию Венсана д’Энди, возглавлявшего Schola Cantorum с 1900 года, после его смерти исполнительный комитет школы должен был выбрать нового директора из двух кандидатур — Ги де Лионкура и Луи де Серра; однако исполнительный комитет сделал другой выбор, назначив директором Нестора Лежёна, после чего художественный совет Schola Cantorum (Габриэль Пьерне, Поль Дюка, Ги Ропарц, Альбер Руссель и Пьер де Бревиль) самораспустился, большинство преподавателей (49 из 54) подали в отставку, а вслед за ними ушло и большинство студентов (220 из 250). Покинувшие Schola Cantorum преподаватели учредили новое учебное заведение, дав ему имя Сезара Франка, учителя д’Энди.

## Руководители
- Луи де Серр (1935—1942)
- Ги де Лионкур и Марсель Лабе (1943—1955)
- Рене Аликс (1955—1961)
- Оливье Ален (1961—1971)
- Шарль Браун (1971—1977)

## Известные преподаватели
- Абель Деко
- Эдуар Субербьель

## Известные студенты
- Андре Изуар
- Роже Кальмель